# Ryzom
Ryzom je MMORPG hra vyvinutá nezávislým francouzským studiem Nevrax. Hra byla uvedena v září 2004 pod jménem The Saga of Ryzom, ale nesetkala se s velkým zájmem. V srpnu 2006 bylo jméno z marketingových důvodů zjednodušeno na Ryzom. Autoři označují hru jako vědecko-fantastickou, protože její děj obsahuje prvky typické jak pro sci-fi tak fantasy. Herní engine NeL uvolnilo studio Nevrax pod GPL licencí. V roce 2010 uvolnil nový majitel, firma Winch Gate, zdrojový kód hry pod licencí AGPLv3 a obsah pod CC BY-SA 3.0. licencí.

## Popis světa

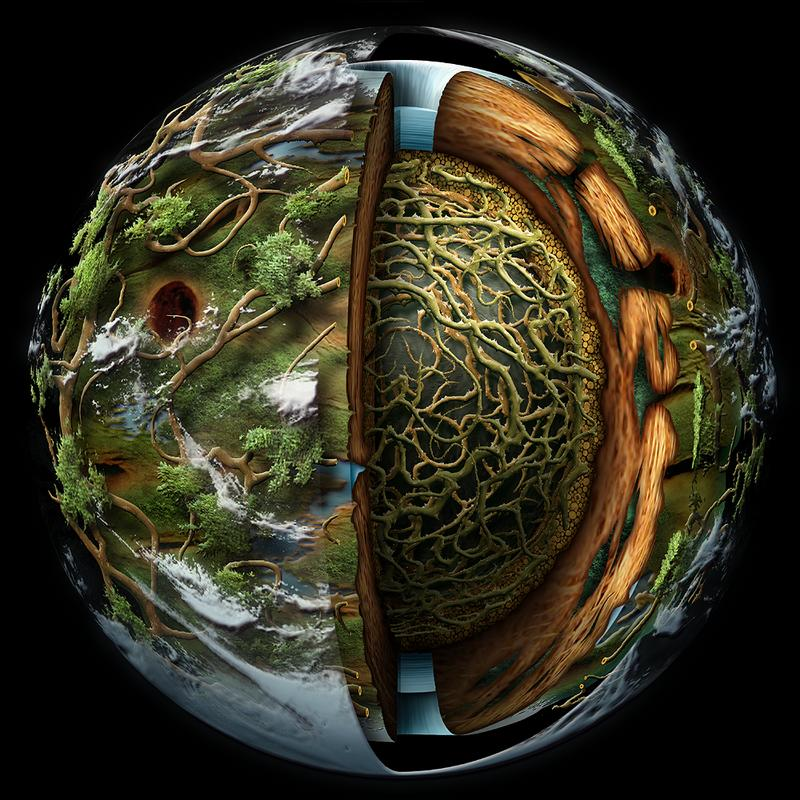
Rozvrstvení planety Atys

Hra je umístěna na planetu Atys. Nejedná se ale o planetu v pravém slova smyslu, ale o obrovský strom (klubko kořenů, slangově Rootball) plující vesmírem. V současnosti ve hře existuje pět kompletních ekosystémů: džungle, poušť, jezera, les a mateřské kořeny. Známé krajiny se dělí na Staré země, odkud obyvatelé prchají a Nové země, kde se odehrává hlavní příběh.
Na planetě Atys existuje v Nových zemích mnoho rozličných druhů flory a fauny. Staré země, které museli obyvatelé při Velkém rojení opustit, jsou naopak zcela ovládány Kitiny, kteří zde eliminovali prakticky všechny ostatní živočichy. V tělech všech živočichů koluje životodárná kapalina, alternativa krve a (magická) energie Sap, která je hybatelem mnoha úkazů planety. Za teplých večerů je běžné, že k nebi stoupají jakési vločky energie, když planeta ze svého povrchu uvolňuje přemíru Sapu. Na planetě se také vyskytují částečně inteligentní rostliny, je však otázkou, do jaké míry je příčinou energie Sap, kterou nejen tyto rostliny umějí využívat, a jaký vliv měly pokusy obyvatel planety, zejména Matisů.
Vše na planetě je či dříve bylo živé a proto zde neexistuje například písek v pravém smyslu slova, jedná se pouze o drobné organické zbytky. Na celé planetě se také přirozeně nevyskytují řádné kovy a jedinou výjimkou jsou slitiny používané Karavanou. Ta je ovšem, stejně jako své technologie, na planetu dovezla a s obyvateli je, až na výjimky, nesdílí.
Na planetě probíhají dlouhodobé změny. Poušť se z nejvýše položených částí planety pomalu rozšiřuje do geograficky níže položené džungle na jedné straně a lesa na straně druhé. Primární kořeny, umístěné hluboko pod povrchem planety jsou pak nejméně zmapované a nejnebezpečnější prostředí. Nedostatek slunečního svitu způsobuje u živočichů ztrátu pigmentu (nikoliv však u Kitinů). Střet s jakýmkoliv živočichem z Mateřských kořenů je náročnější, protože v extrémních podmínkách přežívají pouze nejsilnější jedinci.

### Invaze Kitinů
Před mnoha lety hledali obyvatelé planety zdroje v podzemí své planety. Byli však chamtiví a dostali se do částí hluboko pod Mateřskými kořeny. Zde narazili na zcela nové živočichy žijící v koloniích, Kitiny. Ze strachu je se pokusili vyhubit. To však způsobilo jejich agresivní odpověď a vedlo k tak zvanému Velkému rojení, kdy se zástupy Kitinů začaly hrnout na povrch do Starých zemí a ničili vše živé. Obyvatelé byli pozabíjeni či se rozprchli. Za pomoci Kami i Karavany bylo mnoho obyvatel přemístěno do Nových zemí, avšak i mnoho let po této události stále přicházejí další. Odvážný homin Oflovak Rydon zmapoval cestu mezi Starými a Novými zeměmi, kterou dnešní uprchlíci používají. Kitini se však již derou i do Nových zemí.

### Nákaza zvaná Goo
Především džungle, v menší míře jezera a mnohé části Starých zemí ohrožuje neznámá smrtící nákaza zvaná Goo, která infikuje a přetváří či přímo hubí živé tvory. Při styku způsobuje prudkou či pozvolnou otravu živého organismu a v nejednom případě také agresivitu jinak mírumilovných zvířat a rostlin. Ekosystém džungle je prakticky již celý obklopen touto nemocí a před nedávnou dobou došlo k prudkému rozvoji v regionu Void, kde zejména v jeho severní části uvolňuje jedovaté mraky, které putují volným prostorem. I když je obecně zakázáno jakékoliv experimentování s touto nákazou neznámého původu, jsou mnozí, kteří ji zkoumají či se ji přímo snaží zneužít.

## Charakteristika hry
Ryzom neobsahuje systém povolání a úrovní, jak je tomu obvyklé u většiny MMORPG her. Hráč se cvičí přímo v jednotlivých oborech – boj, magie, výroba a těžba – a za získané zkušenostní body nakupuje nové údery, kouzla, výrobní plány a schopnosti. Každý hráč má možnost trénovat svou postavu ve všech čtyřech hlavních oborech, které se následně na vyšších úrovních větví do dalších, specializovanějších oborů (boj na blízko, střelba, útočná magie, obranná magie atd.) Veškeré akce, které postava provádí, jsou kombinace naučených dovedností a hráči mají plnou kontrolu nad jejich konfigurací. Ta je řešena kombinací schopností na jedné straně (jako přesnost zásahu, síla kouzla, rychlost těžby materiálu) a jejich odpovídající kombinací protiváhy (v podobě například zpomalení akce, omezení dosahu, investované energie Sap).
Prakticky všechny klávesy lze definovat a uživatelské rozhraní je modifikovatelné, třebaže ne do takové míry jako například ve hře World of Warcraft. Hra je ovládána myší a pohyb postavy je možný jak prostřednictvím klávesnice, tak prostřednictvím myši.
Hra v plné instalaci zabere na disku něco přes 8 GB. Ryzom je ve srovnání se stejně starými MMORPG tituly poměrně náročný na výpočetní výkon, zejména na paměť.
Ryzom má poměrně malou, ale nezvykle vyspělou hráčskou komunitu. Většina hráčů je starší dvaceti let, nezvykle silně jsou zastoupeni čtyřicátníci a padesátníci. To má za následek, že se v Ryzomu prakticky nepoužívá leetspeak a chatspeak a většina hráčů je schopna hovořit celými větami s minimem hrubek. Komunita Ryzomu je velmi přátelská k hraní rolí a sama organizuje některé události s nebo i bez oficiální podpory, například burza Black Market, turnaje PvP, divadelní hra a jiné.
Oficiálně je podporována angličtina, francouzština, němčina, španělština a ruština, avšak tým překladatelů se dlouhodobě potýká s nedostatkem dobrovolníků zejména pro lokalizaci do ruského jazyka. Díky postupné integraci překladače DeepL však hra umožňuje i překlad komunikace hráčů v reálném čase z a do všech překladačem podporovaných jazyků.

### Hráč proti prostředí (PvE)
Svou podstatou je Ryzom hra typu sandbox s mnoha možnostmi hry hráče proti prostředí (PvE). Veškeré prvky hry jsou k dispozici všem postavám bez rozdílu a jejich dostupnost závisí na splnění konkrétních podmínek. I když ve své podstatě je svět hry statický a stále se obnovující, velkou roli hrají i rozličné dynamické mechanismy a události v kombinaci s reálnými zkušenostmi hráče ovládajícího herní charakter.
Rozmístění zvířat během ročních období se mění v důsledku migrace, stejně jako některé z postav NPC (lovci, prospektoři a další) cestují krajinou. Dostupnost materiálů potřebných k výrobě vybavení, především těch vyšší třídy, je závislá na ročním období, denní době a počasí. Masožravá zvířata napadají býložravce a počty zástupců obou skupin se tak mění během času. Skupiny banditů napadají své sousedy, vítr honí mraky jedovatého Goo krajinou, Kitini putují mateřskými kořeny a loví hominy.
Svoji roli hrají i Dynamické události (Dynamiv Events, také jako zkratka DynE), platforma pro náhodné spouštění událostí (invaze kitinů v určitých lokalitách či neobvyklé mise). V neposlední řadě má vliv i samotné hraní rolí prostřednictvím oficiálních událostí, na kterých se hráči mohou podílet či je vyvolat a které více či méně permanentně ovlivní herní svět. Příkladem je stavba nové zdi jižně od pevnosti Thesos nebo zemětřesení ostrova Nexus Minor a následný průzkum.
Důležitým prvkem jsou i jemné rozdíly mezi zdánlivě podobným. Některá zvířata vidí hůře, jiná započnou svůj útok z překvapivé dálky. Některá mohou spát, jiná právě hledat potravu. Některá jsou rychlá, jiná vytrvalá, jiná hloupá a pomalá. Některá zvířata jsou samotářská, jiná sociální i zvědavá, vzájemně i mezidruhově. Mnozí vyprávějí příběhy o tom, jak byli před napadením zachráněni spřáteleným kmenem či dokonce býložravcem.

### Hráč proti hráči (PvP)
Ryzom není hrou primárně zaměřující se na souboje hráče proti hráči, ale existují v ní čtyři formy této mechaniky. První je duel mezi dvěma hráči. Tomu předchází výzva jednoho hráče zaslaná jinému. Jedná se veskrze o přátelský souboj a je možno výzvu beztrestně odmítnout.
Další formou je dobrovolné povolení těchto soubojů prostřednictvím značky PvP (PvP tag). Hráčova postava se tak stává napadnutelnou ze strany jiných hráčů. To je úzce spojeno s hraním rolí. Hra rozlišuje čistou značku PvP jako výraz, že postava má zájem o volné souboje, a nadstavbou v podobě značky hraní rolí (RP tag), jako vyjádření, že postava má zájem o hraní rolí a tudíž je kýmkoliv napadnutelná, stejně jako v reálném životě. Zapnutí a především vypnutí značky vyžaduje jisté čekání.
Třetí forma jsou bitvy o kontrolu nad základnami produkujícími vzácné suroviny. Ty jsou sváděny obvykle mezi jednotlivými frakcemi prostřednictvím hráčských cechů. Tyto zóny jsou pouze dočasné a jen v určité malé oblasti. Vznikají okamžikem vyhlášení útoku, avšak do samotného začátku bitvy má každý vstupující hráč možnost zůstat neutrální. Pokud bitva již probíhá a některý z hráčů do ní přesto vstoupí, je nucen vybrat si stranu. Pokud hráč oblast opustí, musí čekat 10 minut, než je značka deaktivována.
Poslední forma je prostřednictvím trvalých zón PvP, kde je tato značka vnucena každému návštěvníkovi. Jedná se o některé specializované soubojové arény, část Mateřských kořenů a kontinent Nexus. Tyto zóny jsou stálé a jsou deaktivovány pouze ve výjimečných případech správci serveru, například kvůli probíhající události jako Dny Uprhlíků (Velikonoční svátky), Anlor Winn (Halloween, doslova přeloženo z fiktivního jazyka Trykerů jako "Zlý vítr") či Atymas (Vánoční svátky).
Žádný z hráčů však není nikdy nucen provozovat souboje s ostatními hráči. Místa s vnucenými značkami lze obejí (v případě dočasných), nemají vliv na hru (trvalé zóny arén) nebo mají alternativu v jiné části planety (trvalé zóny Mateřských kořenů a kontinent Nexus). Velká část hráčské základny neprovozuje souboje mezi hráči vůbec a někteří dokonce ani souboje typu hráč proti prostředí (PvE). Na druhou stranu hráčská komunita pravidelně pořádá PvP turnaje.

### Ryzom Forge
Ryzom Forge je projekt mající za cíl propojit komunitu hráčů, společnost Winch Gate (současný vydavatel), projekt Ryzom Core (vývoj svobodného jádra hry) a projekt Khaganat (herní server na platformě Ryzom Core). Tento cíl se prozatím daří plnit jen částečně. Projekty se potýkají s nedostatkem dobrovolníků, projekt Khaganat je výhradně frankofonní, členové projektu Ryzom Core dávají přednost komunikaci na platformě IRC zatímco Ryzom Forge používá ke komunikaci platformu Rocket Chat provozovanou na vlastním serveru...
Zpravidla dvakrát do měsíce je pořádáno online setkání hráčů a zástupců různých týmů hry Ryzom. Komunikace, stejně jako převážná část práce v týmech, je vedena v angličtině a francouzštině. Hráčům jsou zde prezentovány poslední novinky ve vývoji, týmy naopak získávají přímé ohlasy a zodpovídají případné dotazy. Z každého setkání je pořizován a následně publikován zápis.
Každý z hráčů se může ucházet o zapojení do některého z týmů či projektů Ryzom Forge, pro členství v některých týmech (Support team, Event team) je vyžadován podpis NDA.

## Hraní

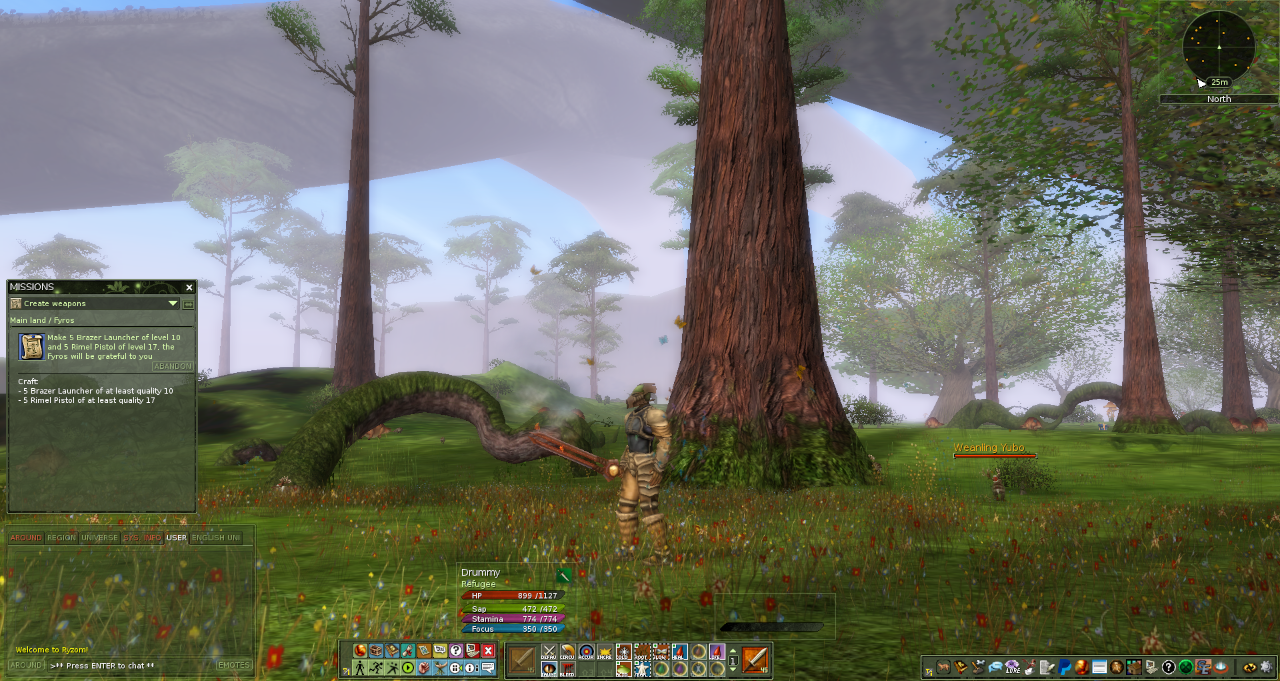
Snímek pořízený ze hry v roce 2019

Pro nové hráče je připravena ukázková lokalita Silan, kde naleznou výcvikový tábor pro příchozí utečence, chystající se ke vstupu do Nových zemí planety Atys. Silan obsahuje omezenou ukázku v podobě kombinace lesa, jezer a džungle, uzpůsobeného tak, aby se v něm začínající hráči lépe orientovali. Z hlediska herních mechanik patří lokalita do lesního ekosystému. Hráč může ostrov kdykoliv opustit a později se na něj vrátit, avšak je doporučeno dokončit alespoň řetězec výcvikových misí pro jednotlivá odvětví dovedností. Samotný ostrov, který své jméno získal po léta v ruiny obráceném městě Silan, je určen pro nejnižší úrovně a základní seznámení s mechanikami hry, proto není možné získat (až na výjimky) materiály/předměty vyšších kvalit a tříd.

### Hraní zdarma
Kdokoliv má možnost stáhnout a nainstalovat si plnou verzi hry. V případě hraní zdarma je postava omezena maximální úrovní 125, avšak je možno této úrovně dosáhnout ve všech dovednostech. Zisk zkušeností je poloviční, avšak hráči mají možnost získat Katalyzátory zkušeností, které tuto nevýhodu kompenzují. Mohou si pronajmout ubytování, avšak nemohou jej využívat ke skladování předmětů. Mohou založit či stát se členem cechu, avšak mohou do jeho inventáře předměty pouze ukládat. Hráč může vlastnit pouze jedno jezdecké zvíře a (jednoho) zvířecího společníka a plně využít jejich inventář. Hra nijak neomezuje v přístupu do jednotlivých lokalit a zkušený hráč je schopen prozkoumat celý známý svět i na daleko nižších úrovních než je limit pro hraní zdarma. Postava je také omezena v užívání předmětů vyšší kvality (ve smyslu úrovně), což je odvozeno od konkrétní úrovně konkrétní dovednosti a/nebo kvalitou 150. Samozřejmé také je, že pravděpodobně neuspějí při souboji s nepřáteli na úrovni vyšší než 160, avšak mohou se o to pokusit.

### Předplatné
Hráči, kteří mají zájem dále zvyšovat své dovednosti nad úroveň hry zdarma mají možnost předplatného. S předplatným se zvýší limit úrovně všech dovedností na 250, zisk zkušeností je dvojnásobný, mohou vlastnit více zvířat (sloužících jako mobilní inventář), využívat inventář svého bytu či brát si předměty z inventáře svého případného cechu. Vyšší úrovně přináší lepší šance ve střetech se silnějšími nepřáteli, jak v PvE tak při PvP. Po skončení předplatného může postava dále pokračovat s omezeními analogickými pro hru zdarma. Malý bonus je, že hráč může využívat již dříve naučené dovednosti až do úrovně 150, které pro ostatní hrající zdarma nejsou dostupné kvůli omezení úrovně. Mohou si ponechat svá zvířata nad limit, avšak mohou z jejich inventářů předměty pouze brát, nikoliv je ukládat. To stejné platí i pro inventář bytu.

## Příběh
Čtvero národů planety Atys vzkvétalo jako nikdy předtím. Pak ale zvědaví a ziskuchtiví Fyrosové, kopající stále hlouběji a hlouběji pod povrch planety, narazili na izolovanou jeskyni, obývanou obrovským hmyzem. Fyrosové hmyz v hrůze pobili, aniž tušili, že tím uvalí zkázu na celý svět: hmyz byl inteligentní. Hmyzí civilizace Kitinů pochopila chování Fyrosů jako útok a odpověděla protiúderem. Nastala chvíle, která vešla do dějin jako „Velké rojení“ – ze svých podzemních chodeb se vyvalily statisíce rozzuřených Kitinů a srovnaly města lidí se zemí. Jen společnými silami lesních duchů Kami a cizinců z Karavany se podařilo zdržet Kitiny na tak dlouho, aby se stačila zachránit alespoň hrstka lidí. Přeživší našli úkryt v Mateřských kořenech, podivném a nepřátelském světě hluboko pod povrchem Atys.

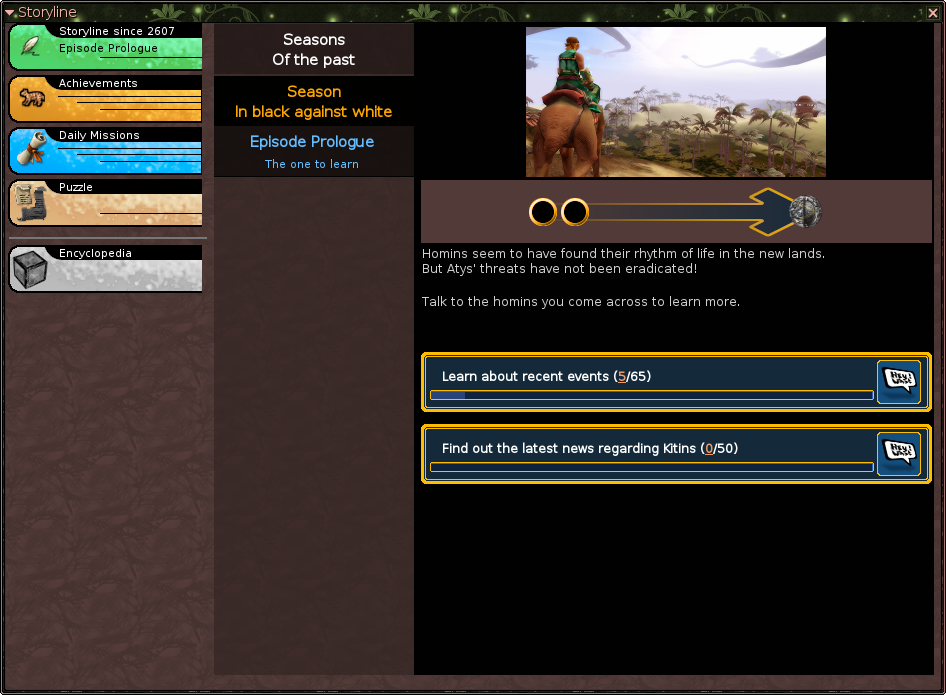
Rozhraní úvodní kapitoly Storyline

Teď, o mnoho let později a dlouhém putování, nadešel čas vrátit se zpět na povrch a obnovit zaniklou civilizaci lidí v nově objevených zemích. Hrozba Kitinů však stále není zažehnána a navíc propuklo otevřené nepřátelství mezi Kami a Karavanou…
V září 2019 bylo během setkání Ryzom Forge oznámeno pokračování oficiálního příběhu hry prostřednictvím projektu Storyline. Soubor nadcházejících změn byl nazván Druhá sezóna: Černá proti Bílé a její prolog uvolněný v únoru 2020 přinesl hráčům možnost získávat nové informace prostřednictvím interakce s nehráčskými postavami, body Elyps – alternativu měny pro postavy hrající role (role-play) a označení avatara ikonami příslušnosi k frakci sloužící pro indikaci, že postava jedná v rámci hraní své role.

## Rasy

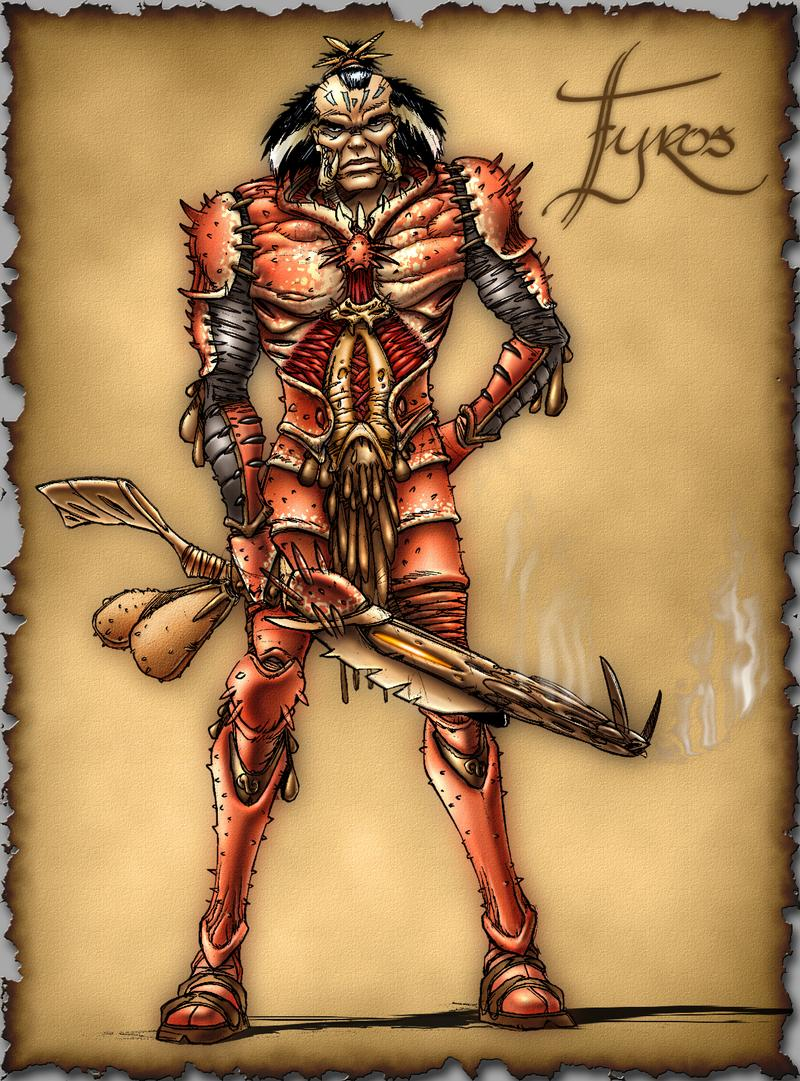
Umělecký návrh vzhledu zástupce rasy Fyros

Hráč má možnost zvolit si ze čtyř různých civilizací, čtyř různých forem jednoho inteligentního života, hominů:
- Fyrosové, obyvatelé pouštního regionu, jsou vládci ohně, tvrdohlaví a zvídaví dobyvatelé, kteří nejsou příliš spirituálně založení a přistupují k životu spíše z materiální stránky. Jsou podsadití, snědí a mají zašpičatělé ušní boltce.
- Matisové, obyvatelé lesů, staví svůj vliv na biotechnologiích a genetické manipulaci. Prakticky vše, co užívají, si pěstují – jejich domy, zbraně i oblečení jsou živé rostliny. Matisové jsou vznešení a povýšení a ostatními národy Atys obvykle pohrdají (pocit je vzájemný). Jsou to štíhlí, křehce vypadající lidé bledé pokožky a útlých, podlouhlých tváří.
- Trykerové, nazývaní Děti větru, jsou obyvatelé subtropických jezerních oblastí. Jsou to svobodomyslní, téměř až anarchisticky založení lidé, potomci dávných námořníků a vzduchoplavců z dob před Velkým rojením. Ze všech národů Atys dosahují nejmenšího vzrůstu – i ti největší Trykerové dosahují průměrně vzrostlému Fyrosovi nebo Matisovi sotva po prsa.
- Zoraï, obyvatelé džunglí, jsou duchovně velmi vyspělým přírodním národem s přirozeným nadáním pro magii. Dosahují značného vzrůstu (ostatní národy převyšují až o polovinu) a jejich výjimečnost ještě podtrhuje sytě modrá pokožka. Každý Zoraï dostává na počátku puberty tzv. Masku spřízněnosti, která symbolizuje spojení Zoraï s jejich bohem Ma-Dukem, otcem planety Atys. Živoucí maska se stává navždy součástí Zoraïovy tváře, roste spolu s ním a věkem se proměňuje.

### Primitivní rasy
Mimo čtyř forem rasy hominů, jak jsou souhrnně inteligentní (hratelné) rasy nazývány, existují i jejich primitivní předobrazy, ze kterých se homini pravděpodobně vyvinuli. Přirozeně, tvrdí jedni, uměle oponují druzí. Všechny primitivní rasy jsou schopny jakési organizace, ale v drtivé většině se potulují v neorganizovaných tlupách.
- Fraharové, primitivní předci Fyrosů. Jejich zástupci stále obývají mnohé části pouštního ekosystému.
- Momo, primitivní předci Matisů, kteří jimi byli vyhubeni ve všech známých zemích. Původně obývali lesní ekosystémy a není vyloučeno, že někteří přežili v neobjevených částech planety.
- Cute, primitivní předci Trykerů. Stále obývají rozličné lokality jezerní ekosystému a některé části mateřských kořenů.
- Gibaï, primitivní předci Zoraï. Stále obývají ekosystém džungle a přirozeně obsadili místo po vyhubených Momo v lesním ekosystému.

## Frakce
Obyvatelé světa Atys jsou rozděleni do dvou frakcí, vyznávající dvě různé, vzájemně znepřátelené vyšší síly. Bohové Atys však, na rozdíl od bohů jiných světů, nejsou imaginární, kráčejí po zemi a jejich činy přímo ovlivňují životy lidí.
První frakcí jsou Kami, prapůvodní lesní duchové, děti a pomocníci boha Ma-Duka. Kami mají na zřeteli zájmy světa Atys a chápou celou planetu jako jedinou živoucí bytost. Tomu se podřizuje i jejich jednání – pokud někdo příliš zasahuje do fungování Atys a snaží se přivlastnit si příliš mnoho z jejího bohatství, Kami jej nemilosrdně potrestají. Člověk je pro Kami jen další zvíře, obývající Atys.
Nejvíc vyznavačů Kami se rekrutuje z řad Zoraï a Fyrosů.
Druhou frakcí je Karavana – skupina cizinců, kteří na kovových lodích připluli z jiného světa. Jsou tajemní a uzavření, ale lidem jsou přátelsky nakloněni a snaží se jim pomáhat. Tvarem těla jsou k nerozeznání podobní lidem, ale z dosud neznámého důvodu musí v prostředí Atys nosit izolační obleky a dýchací masky, takže jejich pravou tvář ještě nikdy nikdo nespatřil. Zástupci Karavany se prohlašují za posly bohyně Jeny, která podle legend před dávnými časy přivedla lidi na Atys a zachránila je před zrádným Drakem, který chtěl pohltit slunce. Jena bývá zobrazována jako krásná žena středního věku, oblečená v bílém přiléhavém skafandru.
Nejvíc vyznavačů Karavany se rekrutuje z řad Matisů a Trykerů.
Existovala ještě třetí frakce, neutrální Trytonité, následovníci Eliase Trytona, údajného manžela Jeny. Trytonité prohlašovali, že na Atys nadešel čas lidí a že ani Kami, ani Karavana by neměli do životů lidí zasahovat. Trytonité byli Kami i Karavanou prohlášeni za sektu a potlačováni; když Elias Tryton odešel do hloubi mateřských kořenů pátrat po pravdě o historii Atys, hnutí se prakticky rozpadlo a ztratilo jakýkoliv vliv. I dnes se však objevují nadšenci, kteří chtějí pokračovat v odkazu Eliase Trytona, zbavit Atys starých bohů a vydobýt ji pro člověka. Ne náhodou je tento názor populární zejména mezi Trykery a Fyrosy.
Během let se z řad obyvatel napříč rasami odštěpily dvě další organizace, Maraudeři bojující jak proti oběma náboženstvím tak proti vládám všech čtyř civilizací a Rangeři jako vůdčí síla spojeného boje proti Kitinům.

## Mytologie
Ryzom má spletitou mytologii a tvůrci hry hráčům záměrně tají či zastírají mnohé skutečnosti. Proto pro většinu událostí, popisovaných v mytologii, neexistuje žádný jednoznačný výklad. V současné době patří mezi hráči k nejrozšířenějším tzv. teorie nezdařeného pokusu, podle které je Atys produktem terraformačního experimentu. Bůh Ma-Duk, otec Kami, je podle této teorie porouchaným ústředním počítačem, zatímco Karavanu tvoří členové terraformační expedice. Mytický Drak, který chtěl pohltit slunce, je potom vesmírná loď, ve které přicestovali na Atys kolonisté – prapředci dnešních obyvatel. Této teorii nahrává i fakt, že slunce planety Atys je zjevně umělé – nachází se totiž na stále stejném místě na obloze a pouze se rozsvěcí nebo pohasíná podle toho, zda je den, nebo noc. Atys navíc obíhá kolem neznámé, Zemi podobné planety, obklopené prstencem asteroidů – podle některých teorií je tato planeta domovským světem Karavany a možná dokonce Zemí budoucnosti.